# Francesco Merloni
Francesco Merloni ( 17 września 1925 w Fabriano, zm. 1 października 2024 tamże) – włoski polityk i przedsiębiorca, parlamentarzysta, w latach 1992–1994 minister robót publicznych.

## Życiorys
Syn Aristide'a Merloniego, przedsiębiorcy i przemysłowca. Absolwent inżynierii przemysłowej na Uniwersytecie w Pizie. Pod koniec pierwszej połowy lat 50. dołączył do rodzinnego przedsiębiorstwa Merloni. W latach 70. przejął odpowiedzialność za sektor grzewczy, tworząc niezależne przedsiębiorstwo Ariston Thermo, którym zarządzał do 2011, gdy został jego honorowym prezesem. Obejmował także funkcję prezesa w różnych instytucjach społecznych i gospodarczych, m.in. w fundacji Fondazione Aristide Merloni i w zrzeszeniu katolickich przedsiębiorców UCID.
Wieloletni działacz Chrześcijańskiej Demokracji, po jej rozwiązaniu dołączył do Włoskiej Partii Ludowej. W latach 1972–1976 zasiadał w Senacie VI kadencji, następnie do 1992 sprawował mandat posła do Izby Deputowanych VII, VIII, IX i X kadencji. W 1992 uzyskał mandat senatora XI kadencji, z którego zrezygnował w tym samym roku. Od czerwca 1992 do maja 1994 sprawował urząd ministra robót publicznych w rządach, którymi kierowali Giuliano Amato i Carlo Azeglio Ciampi. W 1996 został ponownie deputowanym, zasiadając w niższej izbie włoskiego parlamentu do końca XIII kadencji w 2001.

## Odznaczenia
Odznaczony Orderem Zasługi Republiki Włoskiej I klasy (1994) oraz Orderem Zasługi za Pracę (1995).